# André Trocmé
O Pastor André Trocmé (Saint-Quentin, Aisne, 1901 — Genebra, 1971), foi o líder espiritual da Congregação Protestante da vila de Le Chambon-sur-Lignon no sudeste da França.
Em 1942, ele pediu a sua congregação, junto com sua esposa Magda, para dar abrigo e ajuda a qualquer judeu que pedisse, a quem ele chamava do "povo da Bíblia". A vila e seus arredores logo ficaram cheios de centenas de judeus. Alguns se refugiaram na região das montanhas de Le Chambon, até à libertação da França, e outros receberam abrigo temporário até conseguirem escapar pela fronteira com a Suíça.
Estima-se que por volta 5000 judeus passaram por Le Chambon e outras vilas da região durante os três anos em que a vila abrigou os judeus do sul da França. As autoridades do governo fantoche de Vichy sabiam o que estava acontecendo porque era impossível esconder uma atividade tão grande como aquela durante muito tempo. Eles ordenaram que o pastor parasse com aquela atividade. Sua resposta foi curta: "Estas pessoas vieram pedindo ajuda e abrigo. Eu sou seu pastor. Um pastor não abandona o seu rebanho. Eu não sei o que é um judeu, só sei o que é um ser humano."
Trocmé foi preso com vários de seus amigos e colaboradores, mas foram soltos após algumas semanas, não sendo persuadidos pelas autoridades a assinar um compromisso de seguir as ordens do governo com relação aos judeus. Os alemães prenderam seu primo, Daniel Trocmé, que cuidava de crianças judias e mandaram a todos para Maidanek, onde todos foram assassinados. O próprio André Trocmé foi forçado a se esconder dos nazistas. Os residentes de Le Chambon continuaram com a missão de seu pastor e deram abrigo a judeus em centenas de residências da vila.
André Trocmé foi um líder espiritual que foi capaz de deixar uma marca moral em sua congregação e fazer com que milhares de pessoas se unissem para cumprir um mandamento moral. Devido a isso, na região montanhosa do sudeste francês muitos judeus moraram em relativa calma até o fim da guerra com a ajuda e encorajamento dos residentes locais.
Foi reconhecido como Justo entre as nações.